# Héron
Héron ist eine Gemeinde in der belgischen Provinz Lüttich. Sie besteht aus den Ortschaften Héron, Couthuin, Lavoir und Waret-l'Évêque.

## Weblinks

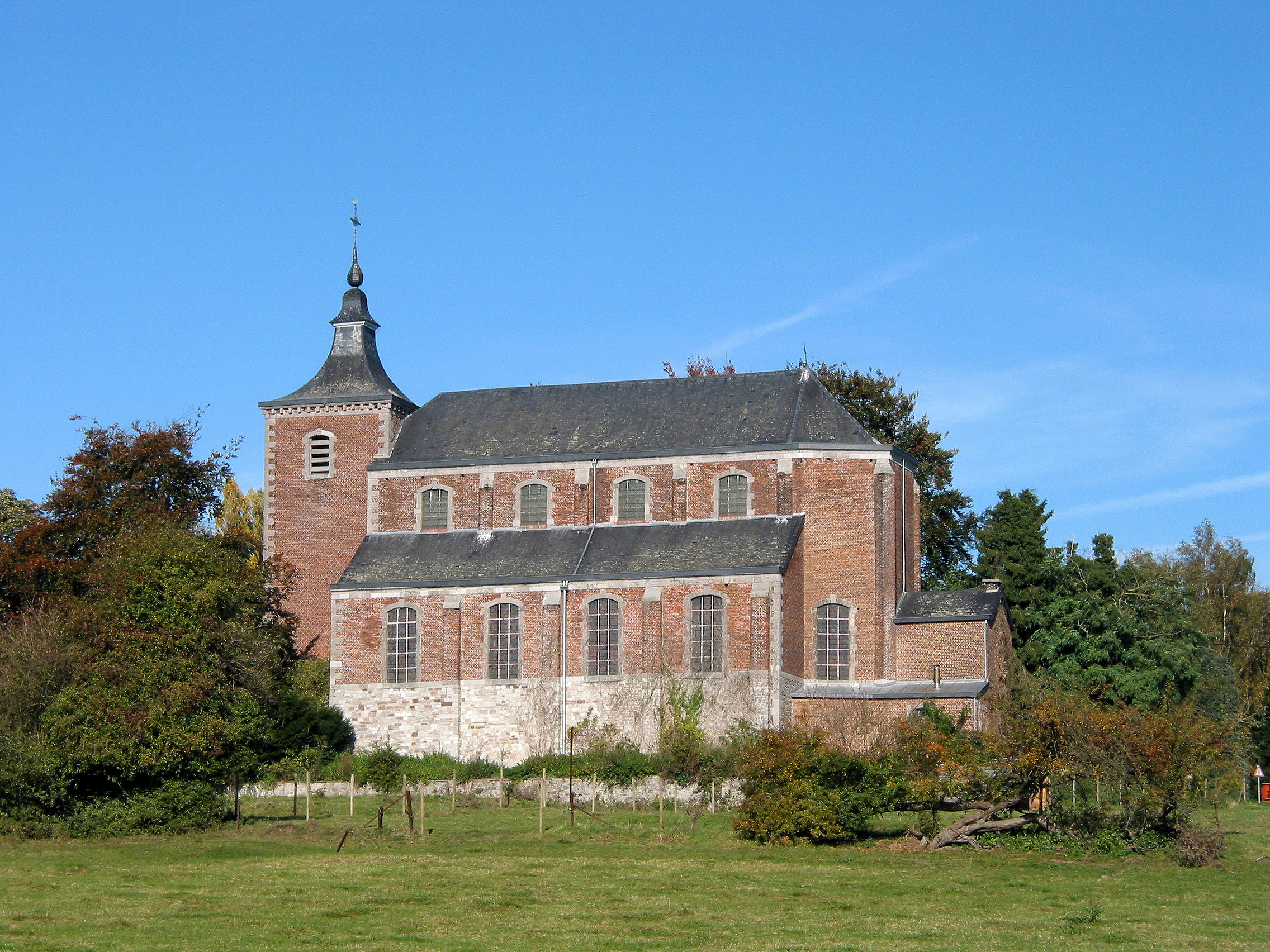
Kirche von Héron